# María Fernanda Callejón
María Fernanda Callejón (Córdoba, Argentina; 22 de junio de 1966) es una actriz, modelo y exvedette argentina. Considerada un símbolo erótico en su país, posó seis veces para la revista Playboy.

## Vida personal
Entre 2014 y 2022 estuvo casada con Ricky Diotto. Juntos son padres de Giovanna, nacida en 2015, cuando Callejón tenía 49 años.
En 2023 se unió a la plataforma erótica DivasPlay.

## Videos
| Año  | Video                |
| 1988 | Los reyes de la risa |
| 1991 | Experto en ortología |
| 1993 | Tachero nocturno     |

## Cine
| Año  | Película                                                     | Personaje          |
| 1998 | La herencia del tío Pepe                                     | Tamara             |
| 2003 | Amigos de la infancia                                        | Fernanda           |
| 2004 | Iconos: de qué estará hecho el mañana                        | Laura Arreaga      |
| 2005 | A los ojos de Dios                                           | Sofía Roth         |
| 2006 | Sofacama                                                     | Carmen             |
| 2008 | Clarisa ya tiene un muerto                                   | Yoli               |
| 2009 | Lucho y Ramos                                                | Ana Duarte         |
| 2009 | Un juego absurdo (cortometraje)                              | La madre del amigo |
| 2010 | La campana                                                   | La tana            |
| 2013 | Omisión                                                      | Cristina Luchetti  |
| 2016 | Error 404 (cortometraje)                                     | Marta de Cybertel  |
| 2020 | Todos tenemos un muerto en el placard o un hijo en el closet | Clara              |
| 2020 | Recursos humanos                                             | Verónica Rias      |

## Televisión

### Ficciones
| Año       | Título                               | Personaje                         | Notas                              | Canal           |
| --------- | ------------------------------------ | --------------------------------- | ---------------------------------- | --------------- |
| 1989      | El muerto y el degollado             | María                             | Participación                      | ATC             |
| 1990      | Estado civil                         | Laura                             | Participación                      | Canal 13        |
| 1994-1995 | Nueve lunas                          | Catalina Guerty                   | Recurrente                         | Canal 13        |
| 1996      | De poeta y de loco                   | Sandra                            | Participación                      | Canal 13        |
| 1998      | Verdad consecuencia                  | Rosario                           | Participación                      | Canal 13        |
| 1998      | El hombre                            | Medianoche                        | Elenco secundario                  | Canal 13        |
| 1999      | Mamitas                              | Ana María                         | Participación                      | Azul Televisión |
| 1999      | Buenos vecinos                       | Marcela                           | Participación                      | Telefe          |
| 2001      | EnAmorArte                           | Marcia Leroux de Miguens          | Antagonista                        | Telefe          |
| 2001      | El Hacker 2001                       | Claudia                           | Participación                      | Telefe          |
| 2002      | 099 Central                          | Johanna                           | Participación                      | Canal 13        |
| 2003      | Hospital público                     | Rita                              | Participación                      | América TV      |
| 2003      | Costumbres argentinas                | Estela Rosetti                    | Recurrente                         | Telefe          |
| 2004-2005 | Historias de sexo de gente común     | Cecilia "Chechu"                  | Participación                      | Telefe          |
| 2004      | Frecuencia 04                        | Rafaela                           | Recurrente                         | Telefe          |
| 2004      | Los pensionados                      | Johana Valdés                     | Participación                      | Canal 13        |
| 2005      | Doble vida                           | Ivana                             | Participación                      | América TV      |
| 2006      | Las aventuras del Doctor Miniatura   | Carmela                           | Participación                      | Telefe          |
| 2006      | Gladiadores de Pompeya               | Milagros Baratto de Mignone       | Elenco secundario                  | Canal 9         |
| 2006      | Un cortado, historias de café        | Rosa                              | Participación                      | TV Pública      |
| 2006      | Se dice amor                         | Gloria Cabrera                    | Participación                      | Telefe          |
| 2007      | El Capo                              | Silvia Yariff                     | Elenco secundario                  | Telefe          |
| 2007      | Reparaciones                         | Eva                               | Especial de Fundación Huésped      | Canal 13        |
| 2007      | La oveja negra                       | Violeta Garcés                    | Elenco principal                   | Teledoce        |
| 2008      | Variaciones                          | Cecilia                           | Episodio 8: "La vida es una sola"  | TV Pública      |
| 2009      | Epitafios                            | María Picardi                     | Elenco secundario                  | HBO             |
| 2009      | Mitos, crónicas del amor descartable | Paula Olmedo                      | Episodio 6                         | América TV      |
| 2011      | Sr. y Sra. Camas                     | Karina Blanco                     | Participación                      | TV Pública      |
| 2011      | El puntero                           | María Alejandra "Maruja" Bustillo | Recurrente                         | Canal 13        |
| 2011      | Tiempo de pensar                     | Gabriela                          | Episodio 5: "Darles lugar"         | TV Pública      |
| 2011      | Conexión                             | Paula Martínez                    | Elenco secundario                  | TEC TV          |
| 2011      | Proyecto aluvión                     | Sonia Larrea                      | Episodio 3: "Evita me ama"         | Canal 9         |
| 2012-2013 | Dulce amor                           | Alejandra Gonzalez                | Recurrente                         | Telefe          |
| 2013      | Solamente vos                        | Graciela                          | Participación                      | Canal 13        |
| 2013      | Farsantes                            | Magdalena                         | Participación                      | Canal 13        |
| 2013      | Taxxi, amores cruzados               | Silvina                           | Participación                      | Telefe          |
| 2014      | Las 13 esposas de Wilson Fernández   | Leticia Copioli                   | Participación                      | TV Pública      |
| 2015      | El mal menor                         | Carmen                            | Episodio 5: "Ramiro"               | TV Pública      |
| 2015      | Signos                               | Angelica Díaz                     | Participación                      | Canal 13        |
| 2017-2019 | El jardín de bronce                  | Julia Doberti                     | Recurrente                         | HBO             |
| 2018      | Rizhoma Hotel                        | Isabel                            | Episodio 18: "El hombre peluche"   | Telefe          |
| 2018      | Rizhoma Hotel                        | Isabel                            | Episodio 20: "Cirujano particular" | Telefe          |
| 2018      | Según Roxi                           | Ella misma                        | Cameo                              | TV Pública      |
| 2021-2022 | La 1-5/18                            | Vanesa                            | Recurrente                         | Canal 13        |
| 2022      | El marginal                          | Marta                             | Participación                      | Netflix         |
| 2025      | Viudas negras, p*tas y chorras       | Paola                             | Participación                      | Flow            |

### Programas
| Año           | Título                              | Rol                       | Notas                          | Canal      |
| 1987          | Las gatitas y ratones de Porcel     | Vedette                   |                                | El Nueve   |
| 1990          | Peor es nada                        | Varios personajes         | Actuación en Sketch            | El Trece   |
| 1994          | Teletón (Chile)                     | Ella misma                | Vedetón                        |            |
| 2004          | Gasalla en pantalla                 | Varios personajes         |                                | América TV |
| 2007          | El circo de las estrellas           | Participante              | Semifinalista                  | Telefe     |
| 2008          | Bailando 2008                       | Participante              | Semifinalista / 15.ª eliminada | El Trece   |
| 2010          | Bailando 2010                       | Participante de reemplazo | Reemplazo de Sofía Zamolo      | El Trece   |
| 2012          | La pelu                             | Azúcar Callejón           | Actuación en Sketch            | Telefe     |
| 2020          | Polémica en el Bar                  | Panelista                 |                                | América TV |
| 2021          | Corte y confección Famosos          | Participante              | Subcampeona                    | El Trece   |
| 2023          | The Challenge Argentina: El Desafío | Participante              | 6.ta / 4.ta eliminada          | Telefe     |
| 2023-2024     | Duro de domar                       | Panelista                 |                                | C5N        |
| 2023          | Pasaplatos Famosos 2                | Participante              | 8.ª eliminada                  | El Trece   |
| 2025-presente | Pasó en América                     | Panelista                 |                                | América TV |

## Teatro

### Teatro de texto
| Año       | Obra                                        | Teatro                      |
| --------- | ------------------------------------------- | --------------------------- |
| 2007      | La cola del avión en 4 patas                | Teatro El cubo              |
| 2009      | La mejor carta                              | Teatro Broadway             |
| 2009      | Confesiones de mujeres de 30                | Gira por la costa atlántica |
| 2010      | Mi primera vez                              | Teatro El cubo              |
| 2012      | Vidas privadas                              | Teatro Picadilly            |
| 2013      | La mujer de los huesos de pájaro            | Teatro La Casona            |
| 2014      | Algunas mujeres a las que les cagué la vida | Gira nacional               |
| 2015      | Separados                                   | Espacio Multiescena         |
| 2017      | Acaloradas                                  | Teatro Regina               |
| 2017      | Casados sin hijos                           | Teatro Multiteatro          |
| 2018-2019 | Derechas                                    | Teatro Regina               |

### Teatro de revista y comedias picarescas
| Año  | Obra                                   | Teatro                            |
| ---- | -------------------------------------- | --------------------------------- |
| 1987 | La revista de las erecciones generales | Teatro Tabarís                    |
| 1992 | Humor de primera vista                 | Gira por el interior del país     |
| 1995 | La noche de las pistolas frías         |                                   |
| 1997 | Chupam. los huesitos                   | Teatro Tabarís                    |
| 1998 | Armatetón                              | Teatro Tabarís                    |
| 2004 | Vengo por el aviso                     | Teatro Astral                     |
| 2006 | Boeing boeing                          | Teatro Metropolitan               |
| 2010 | Fortuna                                | Teatro Premier                    |
| 2011 | Fortuna 2 - Ilusión musical            | Teatro Tío Curzio (Mar del Plata) |
| 2011 | Fortuna 2 - Revista Musical            | Teatro Premier                    |